# Ладера де Гвахолоте (Сан Хуан Тамазола)
Ладера де Гвахолоте (шп. Ladera de Guajolote) насеље је у Мексику у савезној држави Оахака у општини Сан Хуан Тамазола. Насеље се налази на надморској висини од 1830 м.

## Становништво
Према подацима из 2005. године у насељу је живело 14 становника.

### Хронологија
| Година       | 2000 | 2005 |
| ------------ | ---- | ---- |
| Становништво | 4    | 14   |

### Попис
| # | Индикатор                        | Вредност |
| - | -------------------------------- | -------- |
| 1 | Укупно појединачних домаћинстава | 2        |